# قله مایاکوفسکی
قله مایاکوفسکی (به لاتین: Mayakovsky Peak) یک کوه در تاجیکستان است که در ناحیه اشکاشم واقع شده‌است. قله مایاکوفسکی ۶٬۰۹۶ متر بالاتر از سطح دریا واقع شده‌است.